# Peltodytes tamaulipensis
Peltodytes tamaulipensis är en skalbaggsart som beskrevs av Young 1964. Peltodytes tamaulipensis ingår i släktet Peltodytes och familjen vattentrampare. Inga underarter finns listade i Catalogue of Life.